# Australerpeton cosgriffi
Australerpeton cosgriffi (лат.) — вымерший вид темноспондильных амфибий из семейства Rhinesuchidae, единственный в составе рода Australerpeton. 
При первом описании в 1998 году был включён в новое семейство Australerpetontidae. Однако исследования, опубликованные несколькими годами позже, поставили под сомнение систематику из первоначального описания и включили животное в состав архегозаврид. В исследовании Dias & Schultz (2003) Australerpeton был отнесён к семейству Rhinesuchidae в подотряде стереоспондильных на основе более ранней оценки семейства. В этом исследовании близкое сходство между Australerpeton и архегозавридами было приписано конвергентной эволюции в результате сходного полуводного образа жизни. Повторное описание скелета этого рода было опубликовано у Eltink & Langer в 2014 году, а череп был повторно описан в последующем исследовании, опубликованном Eltink et al. в 2016 году. Эти публикации, а также исследование 2017 года, посвящённое Rhinesuchidae в целом, подтвердили, что Australerpeton является представителем этого семейства, а не архегозаврид. Окаменелости животного обнаружены в формации Риу-ду-Расто в Бразилии.